# Gabriel Ferrater
Œuvres principales
- Teoría dels cossos
- Paper, cartes, paraules

Gabriel Ferrater, né le 20 mai 1922 à Reus (Catalogne, Espagne) et mort le 27 avril 1972 à Sant Cugat del Vallès, est un écrivain, linguiste, traducteur et universitaire catalan du XXe siècle, dont l'œuvre courte (trois livres), brutalement interrompue, est considérée comme l'une des œuvres poétiques majeures de la littérature catalane de l'après-guerre.

## Biographie
Gabriel Ferrater enseigne comme professeur de linguistique et de critique littéraire à l'université autonome de Barcelone et écrit des articles de doctrine en matière de linguistique pour la revue Serra d'Or entre 1969 et sa mort brutale en 1972.
Il traduit également en catalan Le Procès de Franz Kafka, Language (El llenguatge), de Leonard Bloomfield, et Cartesian linguistics (La lingüística cartesiana), de Noam Chomsky.
Il se lie d'amitié avec le poète belge William Cliff qui traduira en français, notamment, Les Femmes et les Jours.
Ferrater se suicide en 1972 à l'approche de sa cinquantième année dans son appartement de Sant Cugat del Vallès, selon certains par phobie de la vieillesse.

## Œuvre
La poésie de Gabriel Ferrater se caractérise par le choix de thèmes quotidiens, l'utilisation de mots et d'expressions de la vie courante et le refus de toutes formes rhétoriques et artifices d'expression, propre au lyrisme hispanique des années soixante.
- Les dones i els dies (Les Femmes et les jours)
- Da nuces pueris (1960),
- Menja't una cama (1962)
- Teoria dels cossos (1966) — Prix Lletra d'Or 1967
- Paper, cartes, paraules (posthume, 1987)

## En traduction française
- Poème inachevé, traduit par William Cliff, Ercée, Bruxelles, 1985
- Les Femmes et les Jours, traduit par William Cliff, Le Rocher, coll. Anatolia, Monaco, 2004,  (ISBN 2268049779)